# Меморіал Вічної Слави Сум
Меморіал Вічної Слави Сум — меморіальний комплекс у Сумах, споруджений на честь 30-ліття перемоги Червоної армії над Гітлерівською Німеччиною.

## Опис
В центрі меморіалу розташована бронзова скульптура радянського бійця висотою 6,5 метрів, який тримає щит та піднятий вгору 3-метровий меч. Скульптура стоїть на 18-метровому кам'яному пілоні.
У підніжжя Альоші горить Вічний вогонь.
Монумент невідомому солдату півкільцем охоплюють меморіальні плити, на яких висічено імена всіх[джерело?] радянських солдатів, партизан та підпільників, які віддали власні життя за перемогу над німецькими окупантами. Біля гранітних плит (з правого та лівого боків) встановлені стели. На першій зображено Орден Вітчизняної війни та рік початку війни (1941). На іншій стелі можна побачити орден на честь перемоги СРСР та число — 1945, рік закінчення Німецько-радянської війни.
Меморіальний комплекс також складається із 122-міліметрової гаубиці та легендарного танка Т-34.

## Історія меморіалу

### Монумент невідомому солдату
Монумент невідомому солдату, або як його прозвали сум'яни, пам'ятник Альоші (через схожість з болгарським пам'ятником), є центральним елементом меморіалу. Висота монументу становить понад 27 метрів.
Монумент спроектований скульпторами В. Вінайкіним та Ф. Короваєм, а також архітектором В. Гнєздиловим. Збудований колективом «Промстрой-2» треста «Сумхіммашстрой».
Пам'ятник підноситься над Пслом та Сумами. Є легенда, що його розташували в цій місцевості недаремно. Якщо вірити їй, то в роки війни, коли місто було окуповане німцями, на місці сучасного меморіалу стояла хатинка, в якій жила жінка. Одного разу вона знайшла в себе на городі пораненого солдата. Жінка, намагаючись врятувати бійця, втягла його до хати. Цим вона зробила справжній подвиг, адже якщо б німці дізналися про її вчинок, вони б відразу її розстріляли. Проте вночі, від тяжких ран, солдат помер, навіть не сказавши своє ім'я.

### Танк Т-34-85
Насправді цей танк не класичний Т-34, а більш удосконалений Т-34-85, який мав гармату 85-го калібру і надійшов у серійне виробництво в 1944 році, після звільнення Сум. Проте саме на такому ж танку 9 травня 1945 року лейтенант Іван Гончаренко першим прорвався до Праги.
В деяких газетних джерелах сумський танк помилково вважають тим самим танком, який першим в'їхав до Праги. Це судження насправді є помилковим. Протягом тривалого часу легендарний танк Гончаренка стояв на центральній площі міста Праги, але після 1968 року, коли відбулося чеське повстання, машина була перефарбована у розовий колір, а потім взагалі прибрана з площі.

### Гаубиця
122-міліметрова гаубиця М-30 1938 року створена під керівництвом Ф. Петрова. На відміну від танка, вона в 1943 році брала участь у звільненні міста від німецько-фашистських загарбників. Через те, що під час бою гаубиця була пошкоджена солдати вирішили її залишити на території Сумського артучилища. У 1975 році, коли відкривали меморіальний комплекс, гаубиця стала одним з його складових частин.

## Галерея

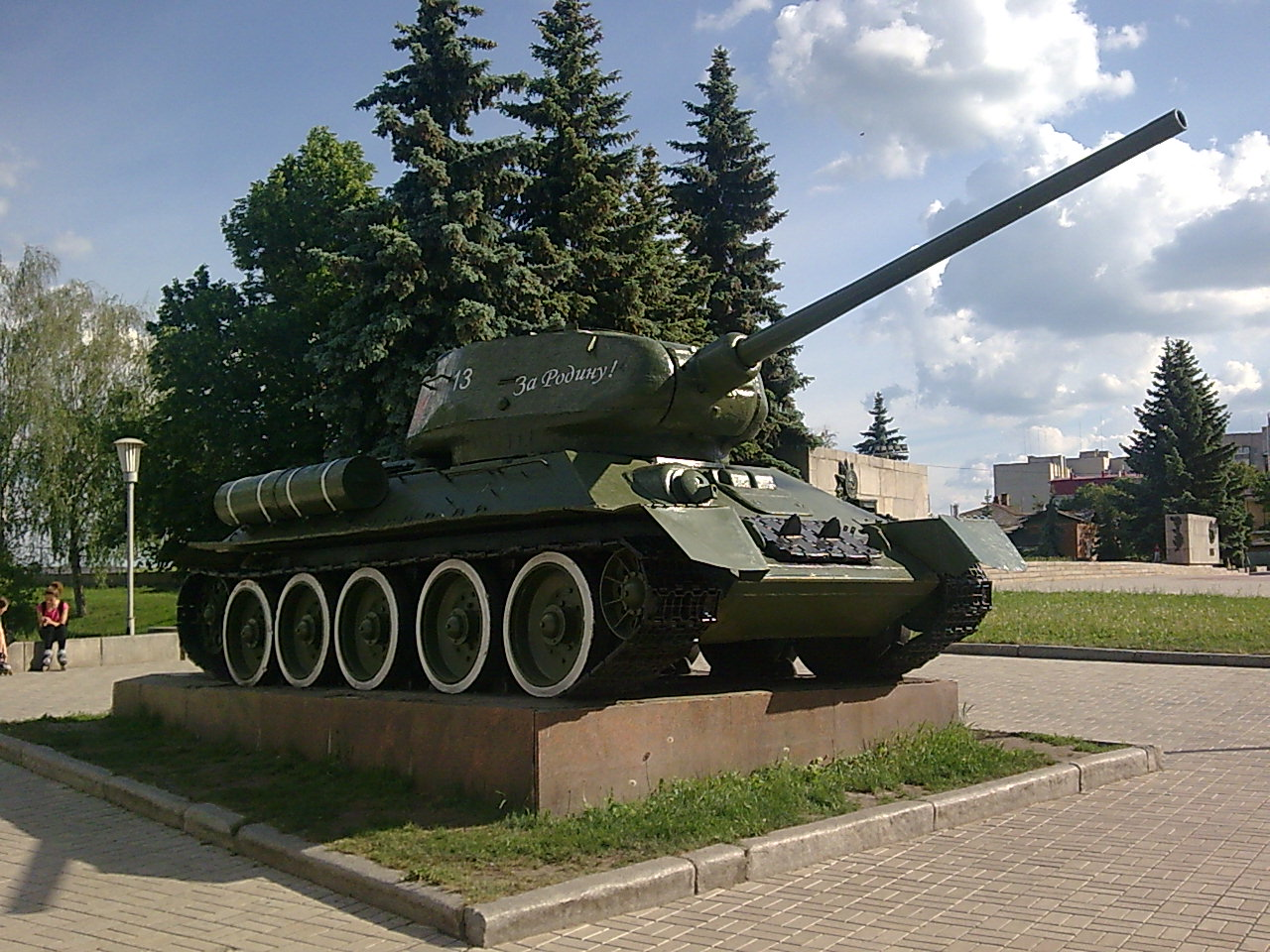
Танк Т-34-85
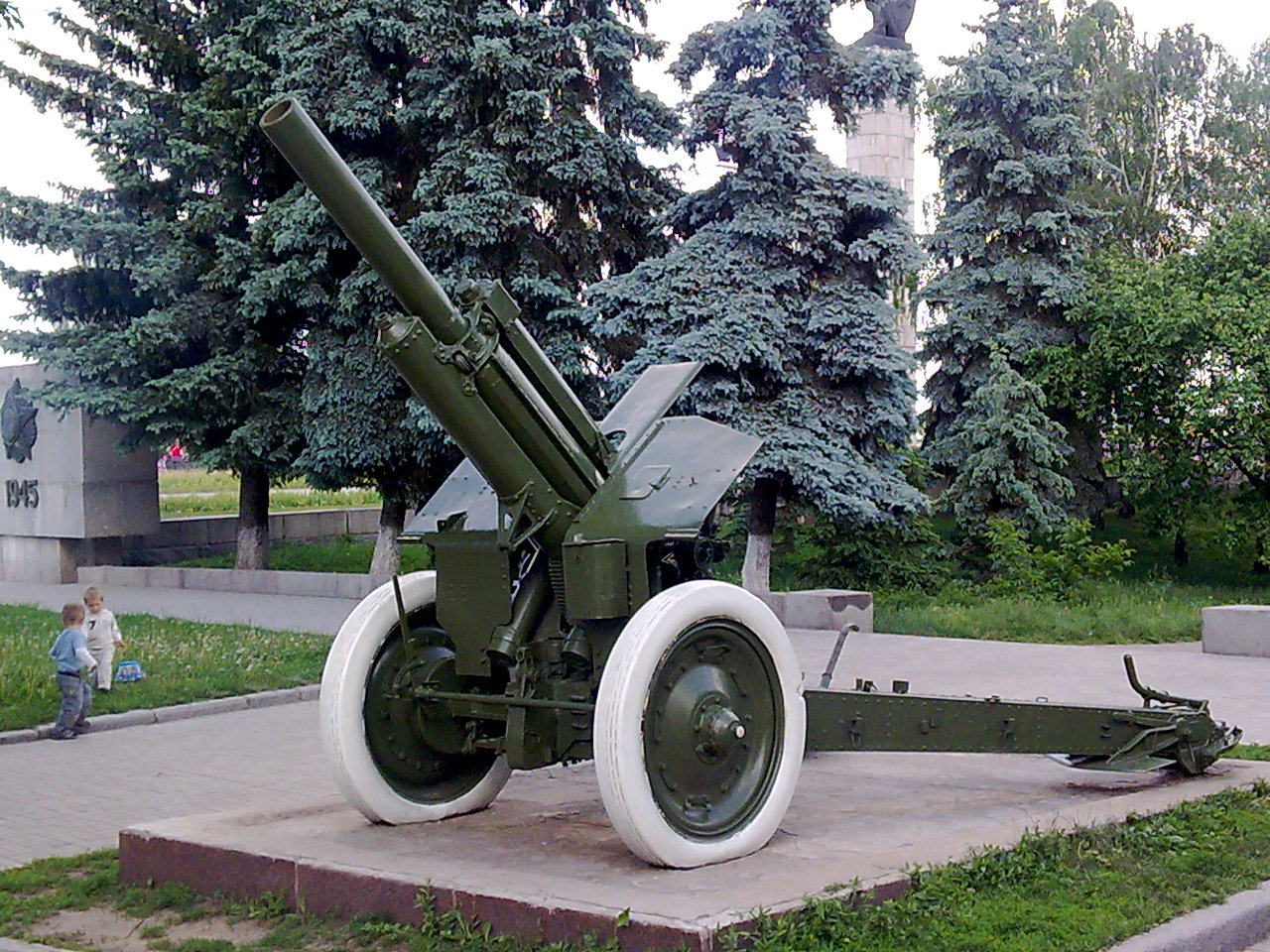
Гаубиця М-30
Стела із зображенням ордена Великої Вітчизняної
Стела із зображенням ордена Перемоги